# Flagellaten
Die Einteilung der Lebewesen in Systematiken ist kontinuierlicher Gegenstand der Forschung. So existieren neben- und nacheinander verschiedene systematische Klassifikationen. 
Das hier behandelte Taxon ist durch neue Forschungen obsolet geworden oder ist aus anderen Gründen nicht Teil der in der deutschsprachigen Wikipedia dargestellten Systematik.

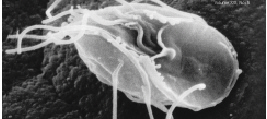
Giardia intestinalis, Geißeln deutlich sichtbar

Flagellaten (lateinisch flagellum ‚Peitsche, Geißel‘) oder Geißeltierchen sind eine Gruppe einzelliger, eukaryotischer Lebewesen, die peitschenähnliche Zellfortsätze besitzen. Die kleinen Bodenlebewesen werden aufgrund ihrer geringen Größe zur sogenannten Mikrofauna gezählt.
Die ältesten fossilen Funde stammen aus dem Perm (Ordnungen Peridiniina und Coccolithophorida).

## Aufbau
Flagellaten verfügen über eine einzige bis zu Tausenden namensgebender Flagellen (Geißeln), deren Primärfunktion in der Fortbewegung besteht, daneben können sie zum Herbeistrudeln von Nahrungspartikeln und Verankern am Substrat dienen. Das Flagellum ist eine nicht aktiv verformbare fadenförmige Proteinstruktur, deren Ursprungsstelle sich auf der Zellmembran befindet und aktiv rotieren kann. Sie determiniert das Vorderende. Durch Rotation kann der Proteinfaden peitschenartig bewegt werden, wodurch Antriebsschub oder Zug auf das wässrige Medium ausgeübt wird.
Die Zellen besitzen oft zwei kontraktile Vakuolen (pulsierende Bläschen) die sich rhythmisch vergrößern, dabei Flüssigkeit aus dem Cytoplasma aufnehmen und diese dann nach außen entleeren. Diese Tätigkeit dient der Exkretion (Diurese, Osmoregulation, Ausscheidung von Kataboliten). Zweiteilungen erfolgen längs. In Hinsicht auf Ernährung, Morphologie und Ökologie hingegen sind sie außerordentlich vielgestaltig.

## Einteilung
Die Gruppe wurde 1866 von Karl Moritz Diesing als Taxon Mastigophora beschrieben und bis zum Ende des 20. Jahrhunderts noch als solches anerkannt. Da sie sich in phylogenetischen Untersuchungen aber als polyphyletisch erwies, wird sie heute nur noch als eine Organisationsform einzelliger Lebewesen verstanden.

### Phytoflagellaten
Die ehemalige Gruppe der Phytoflagellaten (griechisch φυτόν phyton = (Garten)-Gewächs, also pflanzlich) weist die Gemeinsamkeit auf, zur Photosynthese mit Hilfe von Chromatophoren befähigt zu sein, z. T. besitzen sie den typisch pflanzlichen Wandbaustein Cellulose und den Reservestoff Stärke. In diese Gruppe wurden Chrysamoeba, Euglena, Volvox und Dinoflagellaten eingeteilt.

### Zooflagellaten
Diese ehemalige Gruppe hatte eine heterotrophe Ernährung gemeinsam, entweder durch Phagozytose oder Osmose oder aktive Membrantransporte. Zu ihnen wurden Kragenflagellaten, Trypanosomen, Trichomonas, Trichonympha (inzwischen den Parabasalia/Trichonymphidae zugeordnet) und Mastigamoebaea (inzwischen den Amoebozoa zugeordnet) gezählt. Als Amoeboflagellaten bezeichnet man Einzeller, die – wie die Mastigamoeba – (zumindest in bestimmten Abschnitten ihres Lebenszyklus) sowohl amöboid als auch begeißelt auftreten können.